# Сластенина, Нина Иосифовна
Нина Иосифовна Сластенина (урождённая Гранская) (23 августа 1889, Москва — 29 января 1966, Москва) — актриса театра и кино, заслуженная артистка РСФСР (1954), педагог.

## Биография

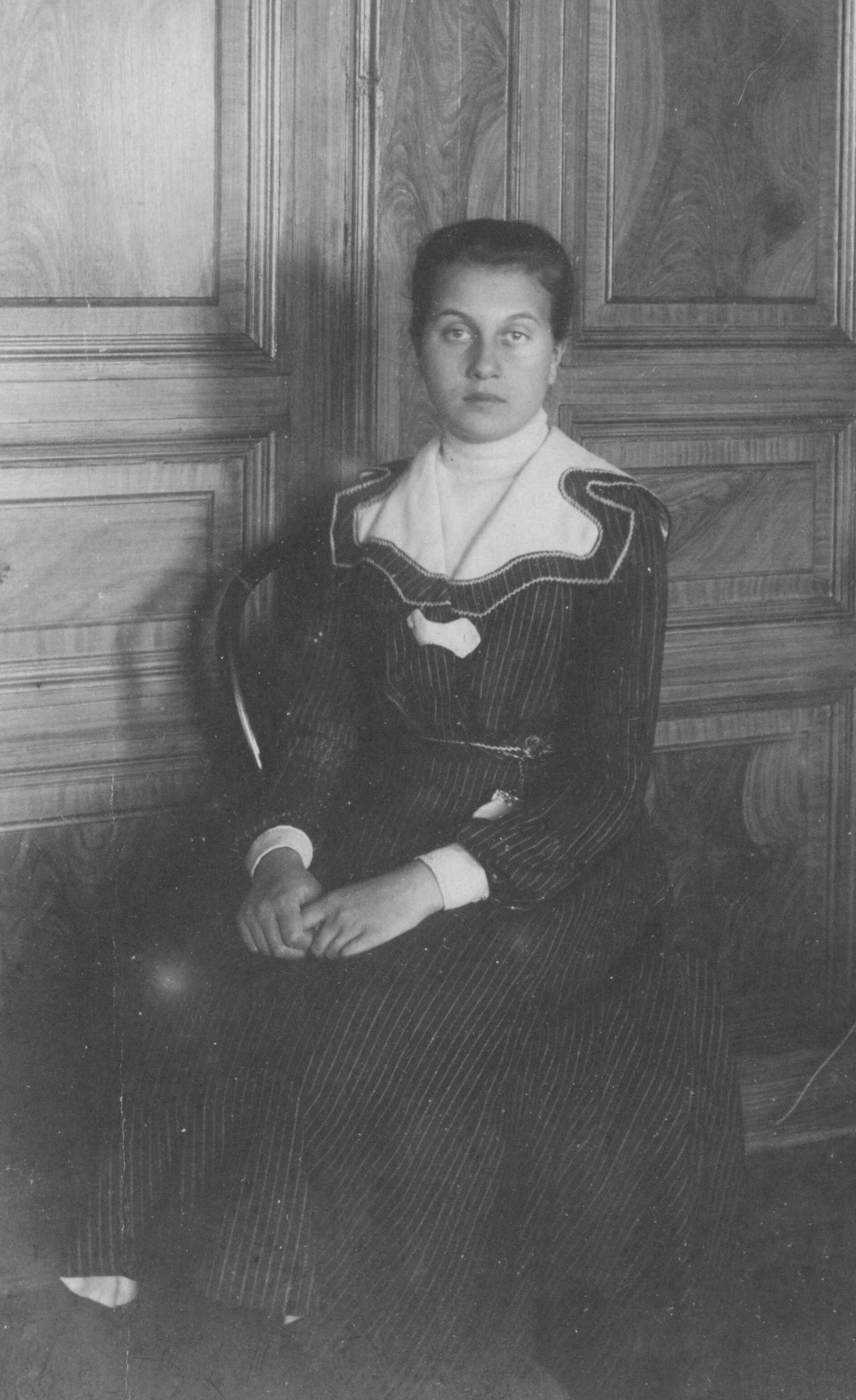
Нина Гранская, 1900-е годы

Родилась в семье Иосифа Адриановича Гранского, коллежского советника, исправника Богородского уезда Московской губернии и Елизаветы Максимовны Гранской (урожд. Никольской), дочери священника.
В 1908 г. окончила московскую Елизаветинскую женскую гимназию. С детских лет мечтала о театре, выразительно, «в лицах», читала басни, стихи любимых поэтов. Небольшая картавость прибавляла ей очарования. Хорошо пела, играла на пианино, рисовала. Яркая внешность, умение красиво одеваться никого не оставляли равнодушным. Современник рассказывал: 

«Когда Нина шла по улице — все оглядывались».
 Её постоянно окружала толпа поклонников.
Позже, принимала участие в постановках любительского театра, в которых также играл известный писатель Н. Д. Телешов.
Театральное образование получила в школе Третьей студии (1920—1922), ученица Е. Б. Вахтангова. В 1923—1924 гг. выступала на сцене Вахтанговского театра (Третьей Студии Московского Художественного театра), с 1924 г. по 1956 г. — актриса МХАТа.

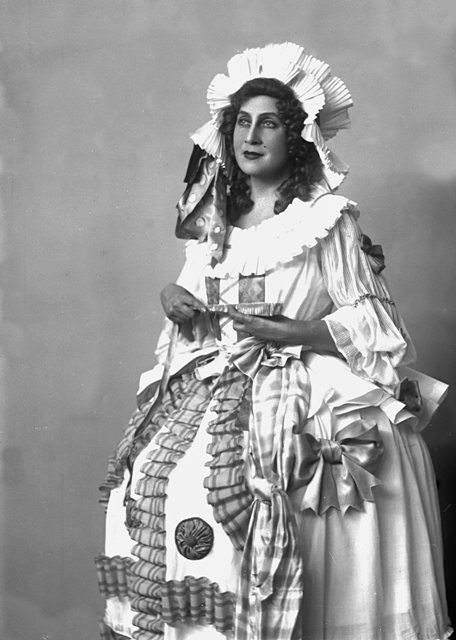
В роли Графини («Безумный день, или Женитьба Фигаро»).

В 1920 г., когда Е. Б. Вахтангов приступил к репетициям «Принцессы Турандот», «на роль принцессы Турандот была назначена проба. Показывались Ц. Мансурова, B. Тумская, Н. Сластенина, Е. Тауберг. В дальнейшем все исполнительницы играли в спектакле», вспоминал Р. Н. Симонов.

В роли Маниловой («Мертвые души»).

В Художественном театре сыграла графиню—внучку в возобновлении «Горя от ума» (1925), Лопухину в «Елизавете Петровне» (1925). Первая исполнительница ролей графини Альмавива («Безумный день, или Женитьба Фигаро», 1927) и Маниловой («Мертвые души», 1932).
Преданная ученица режиссёра этих постановок, К. С. Станиславского, Н. Сластенина так же тонко воспринимала уроки Вл. И. Немировича—Данченко, с которым переписывалась во время его пребывания в Голливуде. Грациозность и артистичность, которые отмечал её партнёр по «Женитьбе Фигаро» Ю. А. Завадский, актриса сохраняла и в эпизодических ролях, составлявших большую часть её репертуара (Амалия Карловна, «Страх»; Елизавета Достигаева, «Егор Булычов и другие»; жена посланника, «Анна Каренина», и др.).
Вместе с театром гастролировала по стране.

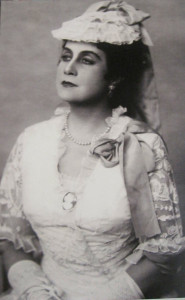
В роли Жены Посланника («Анна Каренина»)

Во время Великой Отечественной войны 1941—1945 гг. отказалась эвакуироваться и осталась в Москве. Вместе с концертными бригадами неоднократно выезжала на линию фронта. После окончания войны перешла к педагогической деятельности. С мая 1956 г. на пенсии.
Память о замечательной актрисе бережно хранит Музей МХАТа, театра, которому она посвятила свой талант и лучшие годы жизни.

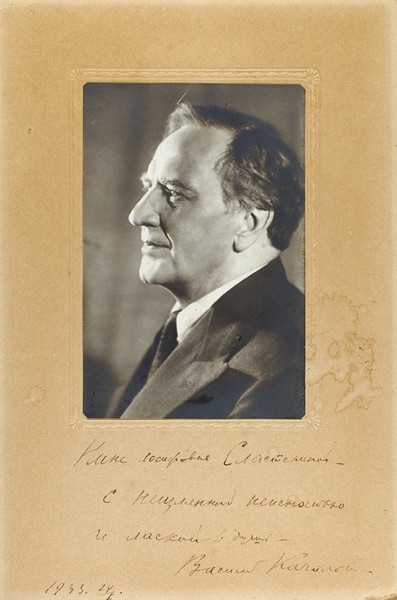
Нине Иосифовне Сластениной — с неизменной нежностью и лаской в душе — Василий Качалов. 24.01.1933

В ГЦТМ им. А. А. Бахрушина (фонд 482, «Сластенина Н. И., Козловский А. Д.») хранятся рукописи Н. И. Сластениной: план занятий по актёрскому мастерству в театральном вузе (1950—60—е годы); роли Н. И. Сластениной с её пометками в спектаклях «Кремлёвские куранты» Н. Ф. Погодина и «Зимняя сказка» В. Шекспира; письма В. И. Качалова, И. С. Козловского, Вл. И. Немировича—Данченко, К. С. Станиславского, А. К. Тарасовой, Е. С. Телешевой и др.; материалы к биографии Н. И. Сластениной.
Похоронена на Новодевичьем кладбище в Москве.

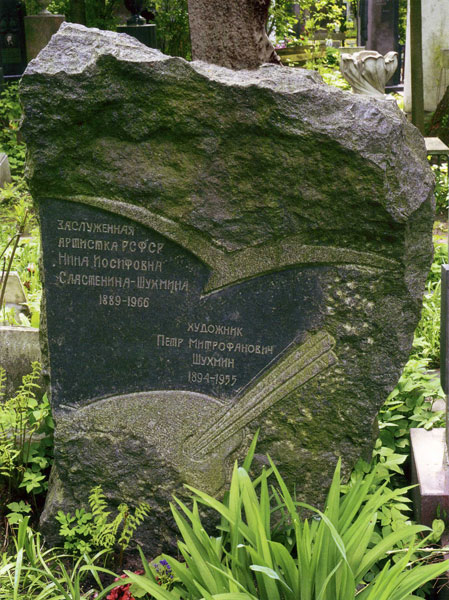
Памятник Н. И. Сластениной и П. М. Шухмину на Новодевичьем кладбище в Москве. Скульптор А.Костромитин.

## Личная жизнь
В 1909 г. Нина Гранская — невеста одного из сыновей богородского купца С. Г. Куприянова; но свадьба не состоялась — Александр Куприянов погиб при тушении пожара.

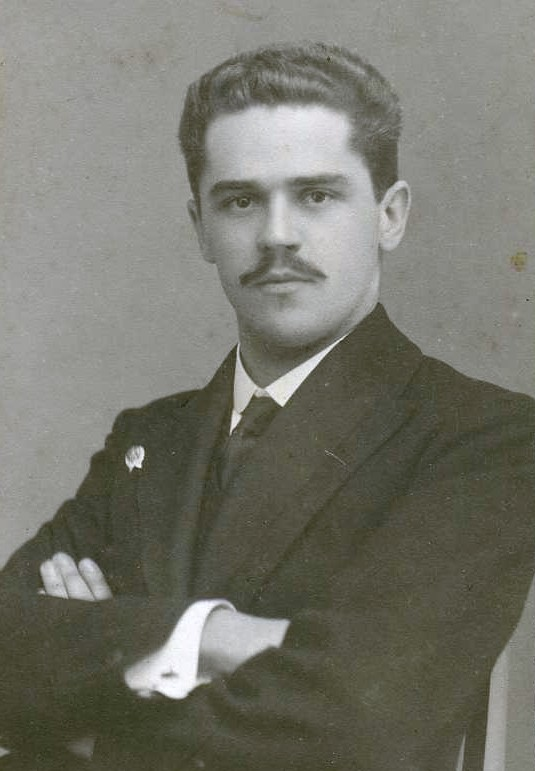
Александр Сластенин, Москва, 1910-е годы

Первым браком Н. Гранская вышла замуж за Александра Андреевича Сластенина (1887—1934), инженер—механика, выпускника Императорского Московского технического училища. Спустя годы, брак распался, А. А. Сластенин женился вторично, и в этом браке у него родилась дочь.
Н. И. Сластенина, сохранив фамилию первого мужа, вышла замуж за Александра Дмитриевича Козловского (1892—1940), актёра, режиссёра и композитора, ученика Евгения Вахтангова (1915—1920), актёра и режиссёра Вахтанговского театра (1921—1940).
В третьем браке Н. И. Сластенина связала свою жизнь с Петром Митрофановичем Шухминым (1894—1955), советским живописцем, графиком, портретистом, мастером рисунка.
Вскоре после кончины П. М. Шухмина в Москву после реабилитации вернулся из политической ссылки младший брат А. А. Сластенина — Владимир Андреевич Сластенин (1889-1968?), который и стал фактически четвёртым мужем Нины Иосифовны, с кем она прожила последние годы жизни.

## Адреса в Москве
Большой Лёвшинский переулок (улица Щукина), д. 8а.
Из воспоминаний В. Я. Виленкина, российского театроведа и историка театра: «До этого у нас была только ещё одна встреча в Москве, у актрисы Художественного театра Н. И. Сластениной. Было это зимой 1939 года. Я заехал за Анной Андреевной [Ахматовой] на улицу Кирова к художнику А. А. Осмеркину…. В Левшинском переулке было совершенно темно; в большом шестиместном „паккарде“, который прислали по вызову Сластениной из „Метрополя“, шофер почему-то тоже не включил свет». (В. Виленкин «Воспоминания с комментариями». — М.: Искусство, 1982. — 502 С., С. 400).

## Роли в театре
- Турандот, «Принцесса Турандот», Третья студия (Театр Вахтангова), 1922
- Графиня-внучка, «Горе от ума», МХАТ, 1925
- Лопухина, «Елизавета Петровна», МХАТ, 1925
- Графиня Альмавива, «Безумный день, или Женитьба Фигаро», МХАТ, 1927
- Надежда Львовна, «Бронепоезд 14-69», МХАТ, 1927
- Амалия Карловна, «Страх», МХАТ, 1930
- Манилова, «Мёртвые души», МХАТ, 1932
- Елизавета Достигаева, «Егор Булычов и другие», МХАТ, 1934
- Графиня Вронская, Жена посланника, «Анна Каренина», МХАТ, 1937
- Дама с вязаньем, «Кремлёвские куранты», МХАТ, 1955
- Первая дама королевы, «Зимняя сказка», МХАТ, 1955

## Фильмография
- Графиня Вронская в фильме «Анна Каренина» (телеспектакль), 1953

## Награды
- орден «Знак Почёта» (1948).
- медаль «За доблестный труд в Великой Отечественной войне 1941—1945 гг.» (1946).
- медаль «За оборону Москвы» (1945).
- Заслуженная артистка РСФСР (1954).